# Verbandsgemeinde Grünstadt-Land
Verbandsgemeinde Grünstadt-Land é uma associação municipal do estado da Renânia-Palatinado.